# Santa Cruz (ort i Kap Verde)
Santa Cruz är en ort i Kap Verde.   Den ligger i kommunen Concelho de Santa Cruz, i den södra delen av landet, 23 km norr om huvudstaden Praia. Santa Cruz ligger 45 meter över havet och antalet invånare är 9 488. Den ligger på ön Santiago.
Terrängen runt Santa Cruz är kuperad åt sydväst, men åt nordost är den platt. Havet är nära Santa Cruz åt nordost. Santa Cruz är det största samhället i trakten. 
Omgivningarna runt Santa Cruz är en mosaik av jordbruksmark och naturlig växtlighet. Runt Santa Cruz är det tätbefolkat, med 266 invånare per kvadratkilometer.